# Onze-Lieve-Vrouw Moeder der Heilige Hoopkerk
De Onze-Lieve-Vrouw Moeder der Heilige Hoopkerk is de parochiekerk van Maria Hoop in de Nederlandse provincie Limburg, gelegen aan Annendaalderweg 12.
Toen de Paters Passionisten in 1925 het Passionistenklooster betrokken, werd ook deze kerk gebouwd.
Het is een zaalkerk, uitgevoerd in baksteenexpressionisme onder architectuur van Joseph Franssen. De kerk wordt gedekt door een steil zadeldak, dat voorzien is van een dakruiter. De zijbeuken bestaan uit drie delen, elk onder zadeldak.
De glas-in-loodramen werden vervaardigd door Max Weiss. Het Vermeulen-orgel is van 1880 en werd van elders hierheen verplaatst.